# Chicago Milwaukee Corporation
Die Chicago Milwaukee Corporation (CMC) war eine amerikanische Holdinggesellschaft mit Sitz in Chicago, die 1971 aus der Bahngesellschaft Chicago, Milwaukee, St. Paul and Pacific Railroad (Milwaukee Road) hervorging.

## Geschichte
Die wirtschaftlich angeschlagene und Defizite einfahrende Bahngesellschaft Chicago, Milwaukee, St. Paul and Pacific Railroad versuchte 1972 mit der Gründung der Holdinggesellschaft Chicago Milwaukee Corporation ihre Geschäftsfelder zu erweitern, ohne mit regulierenden Eingriffe der Kartellbehörde Interstate Commerce Commission rechnen zu müssen, sowie den Wert der Aktien zu erhalten.
Die Gesellschaft wurde am 24. Juni 1971 gegründet und am 14. Januar 1972 zur Muttergesellschaft der Milwaukee Road. Die Änderung erfolgte durch einen Aktientausch. Danach hatte die CMC einen Aktienanteil von über 90 % an der Bahngesellschaft. Wichtigste Tochtergesellschaften der Milwaukee Road im Nicht-Bahn-Bereich waren die Milwaukee Motor Transportation Company und die Milwaukee Land Company (MLC). Letztere konnte vor allem durch den Verkauf von Grundstücken und Grundstücksrechten sowie dem Holzeinschlag nennenswerte Einnahmen erzielen.
1973 und 1974 kam es zum Erwerb der Unternehmen Hi-Way Paving Inc. (Bau von Straßendecken), Aslesen Company (Gastronomieausstattung) und Vulcan-Hart Corporation (Gastronomiebedarf), während kaum noch Investitionen in das Vermögen der Bahngesellschaft erfolgten und unter anderem die Elektrifizierung der Strecken in den Rocky Mountains zurückgebaut wurde. Durch die SEC wurde eine Untersuchung geführt, ob Finanzmittel der Bahngesellschaft in die Muttergesellschaft umgeleitet wurden.
Am 19. Dezember 1977 musste die Chicago, Milwaukee, St. Paul and Pacific Railroad schließlich Konkurs anmelden und kam unter Insolvenzverwaltung. Am 6. April 1984 wurde das Bahnvermögen an die Soo Line Railroad für 571 Millionen Dollar verkauft. Die Bahngesellschaft hatte danach ein Anlagevermögen von rund 400 Millionen Dollar und ein Barvermögen von 150 Millionen Dollar. Sie nannte sich mit dem Ende der Insolvenzverwaltung im November 1985 in CMC Real Estate Corporation um und wurde am 30. November 1989 in die Chicago Milwaukee Corporation fusioniert. Sie besaß unter anderem über die Tochtergesellschaft Milwaukee Land Company nennenswerte Grundstücke in Chicago und noch rund 14.000 Hektar Waldfläche. Die Waldflächen wurden im Januar 1989 für 23,8 Millionen Dollar an die John Hancock Mutual Life Insurance Co. verkauft.
Mitte 1985 wurde die Aslesen Company und Anfang 1986 wurde die Vulcan-Hart Corporation veräußert.
Am 30. Juni 1990 wurde der verbliebene Immobilienbesitz und die damit verbundenen Rechte und Pflichten an die Ausgründung Heartland Partners L.P. übertragen. Diese hatte bis Ende 2003 den größten Teil des Grundbesitzes verkauft und 2006 wurde die Liquidierung eingeleitet.
Die CMC blieb als Investmentunternehmen und als Garant für restlichen Verbindlichkeiten der früheren Milwaukee Road bestehen. 1993 wurde das verbliebene Tochterunternehmen Milwaukee Land Company als eigenständiges Unternehmen ausgegründet und nannte sich 1997 nach dem Erwerb eines IT-Unternehmens in Heartland Technology Inc. um. 2005 wurde das Konkursverfahren eröffnet.
Am 22. Mai 1995 stellte die Chicago Milwaukee Corporation ihre Geschäfte ein und zahlte alle Aktienbesitzer aus.

## Geschäftsleitung
- 1972–1977: William J. Quinn (Präsident, CEO, Chairman of the board)
- 1978–21. August 1979: Stanley E. G. Hillman (Insolvenzverwalter)
- 1978–1979: Robert E. Dunlap (Präsident)
- 1978–1979: Arthur M. Wirtz (Chairman of the board)
- 22. August 1979–1985: Richard B. Ogilvie (Insolvenzverwalter)
- 1980–30. Mai 1981: Donald F. Hunter
- 1. Juni 1981–Juni 1985: Emory Williams (Präsident, CEO, Chairman of the board)[12][13]
- Juli 1985–22. Mai 1995: Edwin Jacobson (Präsident und CEO)[14]
- 1. Juli 1985–22. Mai 1995: Clarence G. Frame (Chairman of the board)